# Осенняя улица (Москва)
Осе́нняя у́лица (название 1985 года) — улица в Москве, в районе Крылатское ЗАО. Наиболее известна как место жительства первого президента России Бориса Ельцина.

## Описание
Улица проходит между Рублёвским шоссе и Крылатской улицей вдоль Серебряноборского лесничества. Примерно посередине справа примыкает улица Крылатские Холмы, которая соединяет Осеннюю улицу и Осенний бульвар.

## Происхождение названия
Улица была проложена в начале 1980-х при застройке района и в 1985 году получила название по расположенному рядом Осеннему бульвару. Сам бульвар тогда же был переименован в улицу Маршала Устинова. В годы перестройки бульвару вернули прежнее название, однако Осеннюю улицу переименовывать не стали.

## Здания и сооружения

### Номенклатурный дом
В 1993 году для высокопоставленных чиновников был построен дом по адресу Осенняя улица, 4, корпус 2. В нём всего 19 квартир. В 1993—1999 годах в этом доме, по слухам, жил Борис Ельцин с семьёй. На самом деле Б. Н. Ельцин в этом доме не жил ни дня, хотя и был там прописан.
Другие известные жители:
- Коржаков, Александр Васильевич
- Грачёв, Павел Сергеевич
- Черномырдин, Виктор Степанович
- Шахрай, Сергей Михайлович
- Барсуков, Михаил Иванович
- Бородин, Павел Павлович
- Лужков, Юрий Михайлович
- Ресин, Владимир Иосифович
- Гайдар, Егор Тимурович
- Сосковец, Олег Николаевич
- Задорнов, Михаил Николаевич
- Тарпищев, Шамиль Анвярович
- Ерин, Виктор Фёдорович
- Емельянов, Алексей Михайлович[4]
- Юмашев, Валентин Борисович

### Чазовский дом
Экспериментальный жилой комплекс построенный в 1986 году для сотрудников Всесоюзного кардиологического научного центра Академии медицинских наук СССР по адресам улица Осенняя дом 2 и дом 4 корпус 1.

### Храм священномученика Гермогена
1 марта 2012 года Патриарх Кирилл освятил закладной камень храма священномученика Гермогена. Это будет первый в Москве храм, посвящённый Патриарху Гермогену.